# Live in Europe 1993
Live in Europe 1993 — живий альбом англійської групи Deep Purple, який був випущений у 2006 році.

## Композиції
1. Highway Star — 7:20
2. Black Night — 6:15
3. Talk About Love — 4:22
4. A Twist in the Tale — 4:37
5. Perfect Strangers — 6:56
6. The Mule — 2:19
7. Difficult to Cure (Beethoven's Ninth) / Keyboard Solo — 8:08
8. Knocking at Your Back Door — 9:40
9. Anyone's Daughter — 4:16
10. Child in Time — 11:09
11. Anya — 12:14
12. The Battle Rages On — 6:37
13. Lazy — 8:55
14. In the Hall of the Mountain King — 1:54
15. Space Truckin' — 2:26
16. Woman from Tokyo — 2:08
17. Paint It, Black / Mandrake Root — 5:35
18. Speed King / Burn — 7:24
19. Hush — 3:32
20. Smoke on the Water — 12:28
21. Highway Star — 8:12
22. Black Night — 5:19
23. Talk About Love — 4:16
24. A Twist in the Tale — 4:37
25. Perfect Strangers — 6:48
26. Difficult to Cure (Beethoven's Ninth) — 2:51
27. Jon's Keyboard Solo — 6:13
28. Knocking at Your Back Door — 8:48
29. Anyone's Daughter — 3:47
30. Child in Time — 10:12
31. Anya — 7:16
32. The Battle Rages On — 6:23
33. Lazy & Drum Solo — 7:21
34. Space Truckin' — 2:42
35. Woman from Tokyo — 2:22
36. Paint It, Black — 7:04
37. Hush — 3:22
38. Smoke on the Water — 9:41

## Склад
- Ієн Гіллан — вокал
- Рітчі Блекмор — гітара
- Джон Лорд — клавішні
- Роджер Гловер — бас-гітара
- Іан Пейс — ударні